# Conopsia lambornella
Conopsia lambornella is een vlinder uit de familie wespvlinders (Sesiidae), onderfamilie Tinthiinae.
Conopsia lambornella is voor het eerst wetenschappelijk beschreven door Durrant in 1914. De soort komt voor in het Afrotropisch gebied.